# Mai 1959

## Événements
- Le libéral William Tubman est réélu président du Liberia.
- Plenum du comité central du parti communiste vietnamien à Hanoï qui entérine la décision de « promouvoir la violence armée dans le Sud ».
- Ouverture de la piste Hô Chi Minh, couloir de circulation à travers le Laos et le Cambodge pour permettre aux troupes et aux armements du Nord Viêt Nam d’atteindre le Sud.

- 1er mai : 
  - Félix Houphouët-Boigny, Premier ministre ivoirien.
  - Philibert Tsiranana, président de la République de Madagascar.

- 3 mai : béatification de mère Marguerite d'Youville, créatrice des Sœurs grises de Montréal.

- 4 mai : 
  - l'américain James Van Allen découvre deux ceintures de rayonnement qui encerclent le globe terrestre.
  - Premier vol du prototype de l'avion suisse Pilatus PC-6 Porter.

- 6 mai : entrée en service la Caravelle avec Air France.

- 7 mai : signature d'un traité entre les États-Unis, la France et la Grande-Bretagne pour créer des armes et des sous-marins utilisant le nucléaire.

- 8 mai :
  - L'URSS lance en test un missile conçu pour gagner la limite de l'espace avant de revenir vers la terre attiré par la pesanteur.
  - Un bateau à 3 ponts prend feu sur le Nil en Égypte causant la mort de 200 personnes.
  - Dernier épisode de la série télévisée américaine One Man's Family après 27 années et 3 256 épisodes, depuis 1933.
  - Raquel Tejada épouse James Welch et prend le nom de Raquel Welch.

- 10 mai : 
  - des archéologues retrouvent le jardin de Néron à Rome.
  - Formule 1 : premier grand prix de la saison 1959 à Monaco, remporté par Jack Brabham sur Cooper-Climax.

- 12 mai :
  - Le vote d'un amendement à la Constitution soviétique ouvre la voie à des changements dans l'administration bureaucratique de la politique industrielle.
  - Le gouvernement indien annonce que 11 500 Tibétains ont trouvé refuge en Inde et au Bhoutan.

- 14 mai :
  - Le parlement suédois vote une loi généralisant la retraite à tous les salariés.
  - le Premier ministre indien Nehru exprime ses doutes sur la possibilité d'un arrangement avec le président pakistanais Ayub, au sujet des eaux de la vallée de l'Indus.
  - Le Premier ministre irakien Kassem dit qu'il mène son pays vers la démocratie et veut favoriser la formation des partis politiques.

- 15 mai :
  - Fidel Castro ordonne la fin des exécutions sommaires après 621 exécutions.
  - Le Japon rejette la proposition russe, faite le 4 mai, de répudier son alliance défensive avec les États-Unis, y compris les bases militaires, contre la promesse soviétique de respecter la neutralité du pays.
  - Le Congrès américain autorise un plan d'aide de construction de centrales nucléaires pour 230 millions USD (9,5 milliards FRF 1999).

- 17 mai :
  - La Chine communiste rompt la trêve du détroit de Formose en bombardant les îles Matsu.
  - Castro proclame la réforme agraire. Elle interdit la grande propriété et aux étrangers de posséder des terres à Cuba, ce qui nuit aux intérêts nord-américains, notamment aux grandes compagnies qui exploitent la canne à sucre. Plus de 400 000 ha de terre sont confisquées à trois entreprises américaines, dont la United Fruit Company. Les critiques se font pressantes aux États-Unis, relayées à Cuba par le président Urriata. La réponse de Castro aux accusations de dérive communiste engage le pays dans une voie autoritaire.

- 18 mai :
  - Le secrétaire d'État américain Herter annonce à la conférence de Genève que les États-Unis ne reconnaissent pas la « République démocratique allemande ».
  - Fin de la coalition formée en 1956 à Ceylan entre les marxistes et le Parti de la Liberté (Freedom party).

- 19 mai :
  - Le gouvernement algérien du FLN annonce que les États-Unis bloquent la fourniture d'armes à la résistance contre les Français, et que les armes seront fournies par les communistes chinois (20 mai).
  - Le président américain Eisenhower demande l'accord du Congrès pour vendre à la France de l'uranium et pour aider la Grande-Bretagne à développer des ogives nucléaires.
  - Entrée en fonction du nouveau Premier ministre des Pays-Bas, Jan Eduard de Quay.

- 21 mai : le ministre soviétique Gromyko clame que l'Allemagne de l'Ouest est « couverte » de sites de missiles et que les préparatifs agressifs de l'OTAN créent un « risque de guerre. »

- 22 mai :
  - Un destroyer britannique enfonce un bateau des garde-côtes islandais pour empêcher qu'il bouscule les chalutiers britanniques opérants dans les zones de pêche contestées.
  - Le gouverneur britannique Crawford interdit le Mouvement national ougandais (Uganda National Movement).
  - Le président Eisenhower nomme Benjamin Davis Jr. au rang de général (major general). C'est le premier noir à être promu à ce grade.

- 23 mai :
  - Le Premier ministre soviétique Nikita Khrouchtchev ordonne la fin de la campagne contre le révisionnisme dans la littérature.
  - Arrestation du général Sharah, commandant en second des forces armées jordaniennes, accusé d'avoir voulu renverser le roi Hussein.
  - Le sénateur Hubert Humphrey appelle à une campagne internationale pour étudier les effets de la radioactivité et des retombées générées par les essais nucléaires dans l'atmosphère.

- 24 mai : mort de John Dulles. L’administration d'Eisenhower se lance dans une offensive de relations publiques faisant du président un authentique « croisé » de la paix.

- 25 mai : le premier ministre soviétique Nikita Khrouchtchev est en visite officielle en Albanie.

- 26 mai : inauguration par la reine Élisabeth II et le président américain Dwight Eisenhower de la nouvelle voie maritime et fluviale du Saint-Laurent vers les Grands Lacs.

- 27 mai : Bishweshwar Prasad Koirala forme le gouvernement du Népal.

- 29 mai : conseil de l’Entente[1], qui associe cinq anciennes colonies françaises de l’Afrique de l’Ouest (Côte d'Ivoire, Niger, Haute-Volta, Dahomey, Togo à partir de 1966). Son but est « d’organiser et développer la solidarité et la coopération économique entre les États membres ».

- 30 mai : 
  - après s’être retiré du pacte de Bagdad, l'Irak dénonce les accords d’assistance militaires et économiques passés avec les États-Unis.
  - Formule 1 : deuxième grand prix de la saison aux 500 miles d'Indianapolis, remporté par Roger Ward sur A.J. Watson-Offenhauser.

- 31 mai (Formule 1) : troisième grand prix de la saison 1959 aux Pays-Bas, remporté par Jo Bonnier sur BRM.

## Naissances
- 1er mai : Yasmina Reza, écrivain et actrice française (France).
- 3 mai :
  - Uma Bharti, politicienne indienne, ministre du Madhya Pradesh (Inde).
  - Shigeru Kanno, musicien, compositeur, chef d'orchestre japonais (Japon).
- 4 mai : 
  - Randy Travis, chanteur américain de musique country (États-Unis).
  - Paryse Martin, artiste canadienne († 4 mars 2024).
- 6 mai : Didier Conrad, auteur de bandes dessinées (France).
- 7 mai : Tamara E. Jernigan, astronaute américaine (États-Unis).
- 8 mai : Brigitte Boccone-Pagès, femme politique monégasque.
- 9 mai :
  - Caroline Beaune, actrice française († 24 juillet 2014).
  - János Áder, homme d'État hongrois
  - Éric Navet, cavalier français, champion de saut d'obstacles (France).
  - Luc Noël, journaliste, présentateur télé (Belgique).
- 10 mai : Jean-Marie Benoît Balla, évêque catholique camerounais († 31 mai 2022).
- 11 mai : Didier Guillaume, homme politique français, et ministre d'État de Monaco († 17 janvier 2025).
- 12 mai : Ving Rhames, acteur américain (États-Unis).
- 14 mai : Patrick Bruel, chanteur et acteur français (France).
- 15 mai :
  - John Arch, de son vrai nom de John Maurice Archambault, chanteur américain de metal progressif ;
  - Hiroshi Aro, de son vrai nom Yoshihiro Tamogami, mangaka japonais ;
  - Gene Banks, joueur américain de basket-ball ;
  - Max Cantor, journaliste et acteur américain, mort le 3 octobre 1991 ;
  - Isidro del Prado, athlète philippin, spécialiste du 400 mètres ;
  - Khaosai Galaxy, de son vrai nom Sura Saenkham, boxeur thaïlandais ;
  - Per Josefsson, investisseur suédois, philanthrope et directeur du hedge fund Brummer & Partners ;
  - Thomas Johnson, athlète américain spécialiste de l'ultra-trail ;
  - Fiona Kelly, romancière britannique de romans policiers ;
  - Daniel Lafourcade, acteur français spécialisé dans le doublage ;
  - Chris Meledandri, producteur de cinéma américain ;
  - Luis Pérez-Sala, pilote automobile de Formule 1 espagnol ;
  - Ronald Pofalla, homme politique allemand ;
  - Charles Scicluna, prélat catholique maltais ;
  - Beverly Jo Scott, chanteuse, autrice et compositrice américaine ;
  - Bruno Stevens, photojournaliste belge ;
  - Cheba Zahouania, de son vrai nom Halima Mazzi, chanteuse algérienne de musique raï.
- 16 mai : Mare Winningham, actrice américaine, membre du Brat Pack (États-Unis).
- 20 mai : 
  - Daniel Darc, chanteur français et leader du groupe Taxi Girl († 28 février 2013).
  - Israel Kamakawiwo'ole, chanteur hawaïen (États-Unis).
- 21 mai : Antoine de Maximy, routard, animateur de télévision et réalisateur français (France).
- 22 mai : 
  - Morrissey, chanteur britannique, ancien membre des Smiths (Royaume-Uni).
  - Jean-Michel Cohen, nutritionniste, animateur de télévision et auteur français.
  - Harry Standjofski, acteur, doubleur, dramaturge et metteur en scène canadien († 18 juillet 2025).
- 25 mai : Rick Wamsley, joueur de hockey.
- 27 mai : Eugene Melnyk, homme d'affaires canadien († 28 mars 2022).
- 29 mai : Rupert Everett, acteur britannique (Royaume-Uni).
- 31 mai : 
  - Andrea De Cesaris, pilote automobile italien de Formule 1 (Italie).
  - Gabrielle Vassal, exploratrice franco britannique (° 1880).

## Décès
- 4 mai : Georges Grente, cardinal français, archevêque du Mans (° 5 mai 1872).
- 5 mai : Carlos Saavedra Lamas, homme politique argentin, prix Nobel de la paix en 1936.
- 6 mai : William Edmund Ironside, Field Marshal britannique (° 6 mai 1880)
- 14 mai : Sidney Bechet, musicien de jazz américain (° 14 mai 1897).
- 15 mai
  - Jeanne de Flandreysy, née Jeanne Mellier, femme de lettres française (° 1874) ;
  - Alexander Forbes Irvine Forbes, astronome sud-africain (° 1871) ;
  - Max d'Ollone, chef d'orchestre et compositeur français (°1875).
  - Thomas Swindlehurst, tireur à la corde britannique (° 1874) ;
- 16 mai : Edward Winslow Gifford, ethnologue américain (° 1887).
- 20 mai : Alfred Schütz, philosophe autrichien/américain  (° 1899).
- 24 mai : John Foster Dulles, diplomate et géopolitologue américain, secrétaire d'État du président républicain Dwight D. Eisenhower (° 1888).